# هيام مصطفى
هيام مصطفى وهي سياسية عراقية شغلت منصب عضوة في الجمعية الوطنية الانتقالية المؤقتة عامي 2004 و2005.